# Milan Terze
Milan Terze, hrvatski glazbenik. 

## Životopis
Glazbom se bavi od 15. godine. Tad je bio aktivni član mandolinskog ansambla Marinka Katunarića. Četiri godine potom prihvatio je poziv u klapu Kamen, u kojoj se je kao pjevač, a nadalje i kao svirač. 1997. godine dublje je zašao u glazbu, sasvim slučajno, ušavši u suradnju s Jolom, s kojim je svirao šest godina. Potom je pošao samostalno. U dvadeset godina karijere stekao je brojna poznanstva s hrvatskim glazbenicima. Na Terzinom prvom samostalnom albumu surađivali su mu Nenad Ninčević, Miro Buljan, Branimir Mihaljević, Fayo, Denis Dumančić, Pero Kozomara, Marsel Benzon, Dražen Zečić, Antonija Šola, Tonči i Vjekoslava Huljić i ini. Sudjelovao je na Dori.

## Diskografija
Diskografija:
- Zmija s visokim petama, 2012.

## Vanjske poveznice
- Discogs
- SoundCloud
- YouTube